# Hypogastrura litoralis
Hypogastrura litoralis is een springstaartensoort uit de familie van de Hypogastruridae. De wetenschappelijke naam van de soort is voor het eerst geldig gepubliceerd in 1909 door Linnaniemi.